# Honor Thy Name
Honor Thy Name è un film muto del 1916 diretto da Charles Giblyn e prodotto da Thomas H. Ince. Sceneggiato da J.G. Hawks, aveva come interpreti Frank Keenan, Louise Glaum, Charles Ray, Gertrude Claire, Harvey Clark, George Fisher.

## Trama
Appartenente a una famiglia aristocratica della Virginia, il giovane Rodney parte per New York, dove suo padre, il colonnello Slocum Castleton, vuole che compia i suoi studi. Il ragazzo finisce, invece, per cadere nelle reti di Viola Bretagne, una fascinosa vamp che riesce a farsi sposare da lui. Il colonnello si rende subito di che razza di donna sia la nuora e cerca in ogni modo di togliersela di torno, offrendole del denaro affinché lasci il figlio che, da parte sua, è sempre innamorato di lei. Viola, ad ogni offerta, rifiuta sempre. Un giorno, dopo avere annunciato di essere incinta, la donna suggerisce al suocero che potrebbe accettare la somma di ventimila dollari per sparire definitivamente. Il colonnello capisce che gli resta un solo modo per liberarsi di lei e, dopo averle chiesto di accompagnarlo in banca a ritirare il prezzo pattuito, mentre stanno tornando indietro in carrozza, lancia i cavalli al galoppo dritti giù per un dirupo, andando a sfracellarsi giù per la scogliera, sacrificando la sua stessa vita per poter uccidere Viola.

## Produzione
Il film fu prodotto dalla Kay-Bee Pictures e New York Motion Picture.

## Distribuzione
Distribuito dalla Triangle Distributing, il film uscì nelle sale statunitensi il 6 agosto 1916. In Svezia, dove uscì il 2 aprile 1917, prese il titolo I sin faders fotspår; in Danimarca, distribuito il 30 ottobre 1917, quello di I sin Faders Fodspor.
Non si conoscono copie ancora esistenti della pellicola che viene considerata presumibilmente perduta.